# Ixtaczoquitlán (kommun i Mexiko)
Ixtaczoquitlán är en kommun i Mexiko.   Den ligger i delstaten Veracruz, i den sydöstra delen av landet, 230 km öster om huvudstaden Mexico City.
Följande samhällen finns i Ixtaczoquitlán:
- Ixtac Zoquitlán
- Cuautlapan
- Capoluca
- Buenavista
- Campo Chico
- Rincón de Maravillas
- Fresnal
- Cuesta del Mexicano
- Zoquitlán Viejo
- Lagunilla
- Cumbre de Metlac
- Cumbres de Tuxpango
- Rincón Grande
- Nexca
- Unión y Progreso
- Chiltepec
- Santa Rosa
- Vista Hermosa
- Fraccionamiento Diecinueve de Octubre
- Rincón de Tecolayo
- Zacatla
- Lezama
- Fraccionamiento los Cafetales
- El Bejucal
- Barrio San Isidro
- Capoluquilla
- Nixtamaloya